# 凱迪拉克爵士安托萬·德·拉·莫特

拉·莫特並非貴族，此紋章乃是他自製的

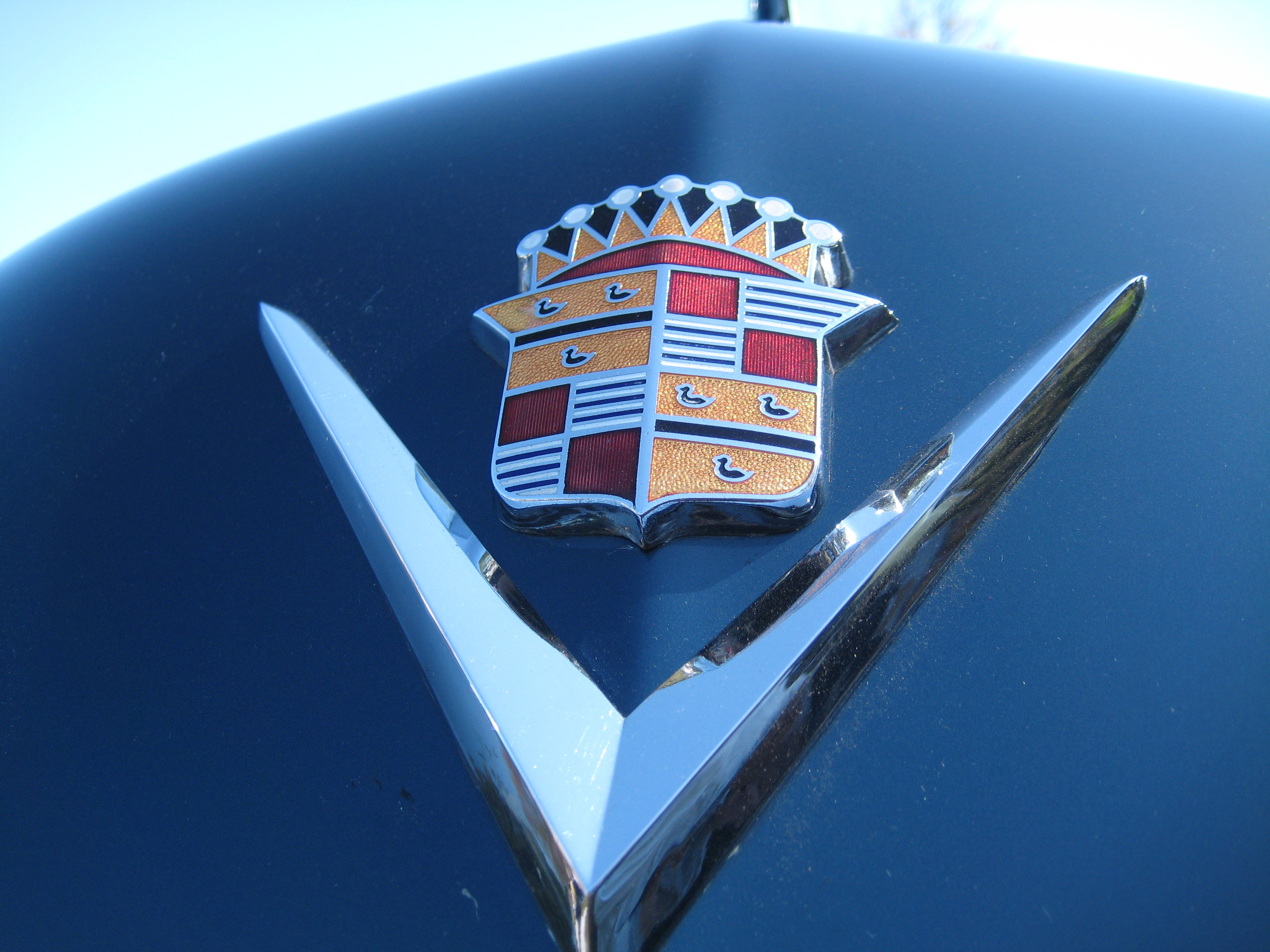
1950年代凱迪拉克汽車的標誌

凱迪拉克爵士安托萬·德·拉·莫特（法語：Antoine de la Mothe, sieur de Cadillac，法語的 sieur 即英語中的 sir，1658年3月5日－1730年10月16日），原名安托萬·盧梅（Antoine Laumet），是法國新法蘭西地區（該地區從加拿大東部一直延伸到法屬路易斯安那的墨西哥灣）的探險家。他出生於法國西南加斯科涅的小城聖尼古拉-德拉格拉沃，父親是一名律師，母親是地主的女兒。他原本被父輩要求擔任公職，但是在他25歲的時候選擇了離開法國到新大陸尋找機會。1683年，拉·莫特到達了在阿卡迪亞，之後成為了一名探險家、捕獵者以及酒品和毛皮貿易商，在殖民地擔任了各種具有重要政治意義的職位。1694年，他是密歇根州聖伊尼亞斯的布阿德堡（Fort de Buade）的指揮官。1701年，他建立了龐恰特雷恩德底特律堡，這一城堡後來發展成為了底特律市。在1710年之前，他一直是該堡壘的指揮官。在1710年至1716年間，他是法屬路易斯安那的總督，儘管他直到1713年才到達該地區。
他對新英格蘭海岸和五大湖地區的了解得到了新法蘭西總督路易·德·布阿德·德·芳提那克和海軍國務卿龐恰特雷恩伯爵路易·菲力波（Louis Phélypeaux, comte de Pontchartrain）的讚賞。這為他贏得了各種恩惠，包括法王路易十四授予的聖路易斯勳章。然而加拿大的耶穌會士指責他通過酒類交易腐化印第安人，他於1704年在魁北克被監禁了幾個月，並於1717年返回法國時被關押在了巴士底獄。 
抵達美洲後，拉莫特以創造了頭銜，該頭銜來自法國西南部吉倫特省的卡迪亞克鎮（Cadillac）。拉莫特建立的底特律市在20世紀成為了世界汽車生產中心，威廉·H·墨菲（William H. Murphy）和亨利·M·利蘭（Henry M. Leland）創立了凱迪拉克汽車公司，並在1902年用他的名字作為公司的名字，並且用拉莫特自製的盔甲紋章作為公司的標誌向他致敬。在美國，很多地方都以他的名字命名，特別是緬因州的凱迪拉克山和密歇根州的凱迪拉克鎮。

## 延伸閱讀
- Brasseaux, Carl A. "Lamothe Cadillac, Antoine Laumet de"; American National Biography Online Feb. 2000
- Bush, Karen Elizabeth. First Lady of Detroit: The Story of Marie-Therese Guyon, MME Cadillac (Wayne State University Press, 2001)
- Eccles, William J.  Frontenac, the Courtier Governor (1959)
- Knudsen, Anders. Antoine de la Mothe Cadillac: French Settlements at Detroit and Louisiana (Crabtree Publishing Company, 2006)
- Laut, Agnes Christina. Cadillac, knight errant of the wilderness: founder of Detroit, governor of Louisiana from the Great lakes to the Gulf (1931)
- Yves F. Zoltvany. "Laumet, dit de Lamothe Cadillac, Antoine," Dictionary of Canadian Biography Online vol 2 （页面存档备份，存于）

### 法語
- René Toujas, Le Destin extraordinaire du Gascon Lamothe-Cadillac de Saint-Nicolas-de-la-Grave fondateur de Detroit, 1974
- Robert Pico, Cadillac, l'homme qui fonda Detroit, Editions Denoël, 1995, ISBN 978-2-207-24288-9
- Annick Hivert-Carthew, Antoine de Lamothe Cadillac Le fondateur de Detroit, XYZ éditeur, 1996, ISBN 978-2-89261-178-6
- Jean Boutonnet, LAMOTHE-CADILLAC Le gascon qui fonda Détroit (1658 / 1730), Edition Guénégaud, 2001, ISBN 978-2-85023-108-7
- Jean Maumy, Moi, Cadillac, gascon et fondateur de Détroit, Editions Privat, 2002, ISBN 978-2-7089-5806-7

## 外部連結
- 维基共享资源上的相關多媒體資源：凱迪拉克爵士安托萬·德·拉·莫特
- Birth place in Saint-Nicolas-de-la-Grave
- Biography, Dictionary of Canadian Biography Online （页面存档备份，存于）
- A detailed history of Antoine Laumet （页面存档备份，存于）
- Catholic Encyclopedia article （页面存档备份，存于）
- 在Find a Grave上的凱迪拉克爵士安托萬·德·拉·莫特